# Järnvägslinjen Trollhättan–Nossebro
Järnvägslinjen Trollhättan–Nossebro var Trollhättan–Nossebro Järnvägs (TNJ) huvudlinje med spårvidden 891 mm. I samband med förstatligandet av smalspårsnätet i Västra Götaland övertog SJ linjen den 1 juli 1948.

## Byggnation
Efter att järnvägsaktiebolaget Trollhättan-Nossebro hade bildats den 13 juni 1913 började bygget samma år och banan öppnade för trafik den 17 februari 1916. Det fanns problem vid passagen av sankmark vid Åsaka och även efter förstärkningar var hastigheten bara 10 km/tim på banken över sankmarken. På resten av banan var hastigheten för loktåg 35 km/tim och när motorvagnar infördes 45 km/tim för dessa. Den färdiga banan hade kostat 1211730 kr och var 32 km lång från Nossebro vid VGJ till BJ:s stationsområde i Trollhättan där TNJ byggde ett eget stationshus. TNJ hade inga egna fordon utan all trafik skötes av VGJ.

## Sträckningen
Linjen utgick från VGJ:s station i Nossebro vidare nordväst till Bärebergs station och genom ett skogsområde fram till Främmestads station i kyrkbyn Främmestad. Linjen korsade en av flera torvmossar längs banan innan den kom fram till Frambo station i Grästorps kommun, därefter fortsatte linjen i västlig riktning mot Norra Björke station. Därefter vände linjen mer åt sydväst genom skogen till Åsaka station i kyrkbyn Väne-Åsaka och korsade Slumpån vars sanka omgivningar vållat sådan besvär under byggnationen. Linjen vände sedan i västlig riktning mot Gärdhems station för att gå i nordvästlig riktning in mot Trollhättans station.

## Slutet
Lågkonjunkturen efter första världskriget gjorde att bolaget satte sig i likvidation 1923. Svenska staten tog den 1 januari 1924 över bolaget som den största fordringsägaren. VGJ fortsatte att driva trafiken. Staten sålde TNJ till VGJ för 225000 kr 1925. VGJ ombildade TNJ till dotterbolaget Trollhättan-Nossebro Nya Järnvägsaktiebolag 1927. TNJ köptes tillsammans med VGJ 1948 av Svenska staten och ingick därefter i Statens Järnvägars organisation. Godstrafik enligt tidtabell upphörde 1954 och upphörde helt 1960. SJ ville lägga ner persontrafiken 1960 men ett dåligt vägnät i området gjorde att trafiken fortsatte till 1968. Banan började rivas samma år och var bortriven 1969.
Stora delar av banvallen Nossebro-Åsaka är väg men av fortsättningen till Trollhättan är det mesta borta.